# 蕭子倫
蕭 子倫（しょう しりん、479年 - 494年）は、南朝斉の皇族。巴陵王。武帝蕭賾の十三男。字は雲宗。

## 経歴
蕭賾と傅充華のあいだの子として生まれた。永明2年（484年）7月、巴陵王に封じられた。永明7年（489年）2月、持節・都督南豫司二州諸軍事・南中郎将・南豫州刺史となった。永明10年（492年）、北中郎将・南琅邪彭城二郡太守に転じた。永明11年（493年）、蕭昭業が即位すると、禄に優れた南彭城郡の任を剥奪され、代わりに南蘭陵郡の任が与えられた。
隆昌元年（494年）、散騎常侍・左将軍の位を受けた。
同年（延興元年）10月、宣城王蕭鸞の命により中書舎人茹法亮が派遣され、子倫は殺害された。享年は16。

## 伝記資料
- 『南斉書』巻40 列伝第21
- 『南史』巻44 列伝第34